# Ліпа (Стальововольський повіт)
Ліпа (пол. Lipa) — село в Польщі, у гміні Заклікув Стальововольського повіту Підкарпатського воєводства.
Населення — 2412 осіб (2011).
У 1975-1998 роках село належало до Тарнобжезького воєводства.

## Демографія
Демографічна структура станом на 31 березня 2011 року:
|          | Загалом | Допрацездатний вік | Працездатний вік | Постпрацездатний вік |
| -------- | ------- | ------------------ | ---------------- | -------------------- |
| Чоловіки | 1211    | 254                | 848              | 109                  |
| Жінки    | 1201    | 236                | 722              | 243                  |
| Разом    | 2412    | 490                | 1570             | 352                  |